# Alçay-Alçabéhéty-Sunharette
Alçay-Alçabéhéty-Sunharette (baskisch Altzai-Altzabeheti-Zunharreta) ist eine französische Gemeinde mit 207 Einwohnern (Stand 1. Januar 2022) im Département Pyrénées-Atlantiques in der Region Nouvelle-Aquitaine. Die Gemeinde gehört zum Arrondissement Oloron-Sainte-Marie und zum Kanton Montagne Basque (bis 2015: Kanton Tardets-Sorholus).

## Geographie
Alçay-Alçabéhéty-Sunharette liegt circa 35 Kilometer südwestlich von Oloron-Sainte-Marie. Der Ort ist Teil der historischen Region Soule, einer der drei historischen Territorien im französischen Teil des Baskenlands. Die höchste Erhebung im Gebiet der Gemeinde ist der Arthanolaze (1535 m).
Umgeben wird Alçay-Alçabéhéty-Sunharette von den Nachbargemeinden:
- Aussurucq und Camou-Cihigue im Norden,
- Alos-Sibas-Abense und Lichans-Sunhar im Osten,
- Lacarry-Arhan-Charritte-de-Haut und Larrau im Süden sowie
- Mendive im Westen.

Alçay-Alçabéhéty-Sunharette liegt im Einzugsgebiet des Flusses Adour. Der Aphura markiert den längsten Teil der südlichen Ortsgrenze, bevor er durch den Ort fließt und in der Nachbargemeinde Alos-Sibas-Abense in den Saison mündet. Außerdem entspringt auf dem Gemeindegebiet der Bach Escalérako erreka, der weiter westlich in den Laurhibar mündet.

## Geschichte
Archäologische Ausgrabungen brachten Spuren einer sehr frühen Besiedelung zutage. Tonscherben belegen eine handwerkliche Tätigkeit am Ende der Eisenzeit um 800 v. Chr., zahlreiche Hügelgräber und Cromleche befinden sich auf dem Gebiet der Kommune. Eine Steinmauer auf eine der Hügeln im Ortsteil Maidekoralia wird auf das zweite Jahrhundert v. Chr. datiert.
Die Ursprünge der drei Weiler entlang des Apoura gehen bis in das Mittelalter zurück. Die Ortsnamen von Alçay und Alçabéhéty tauchen um 1385 auf, Sunharette erst ab 1475. 1790 wurde Sunharette sogar für kurze Zeit zum Hauptort eines Kantons erhoben. 1833 haben sich die drei Dörfer zur heutigen Kommune zusammengeschlossen.

### Einwohnerentwicklung
| Jahr      | 1968 | 1975 | 1982 | 1990 | 1999 | 2008 | 2013 |
| --------- | ---- | ---- | ---- | ---- | ---- | ---- | ---- |
| Einwohner | 298  | 262  | 283  | 273  | 246  | 223  | 227  |

## Sehenswürdigkeiten

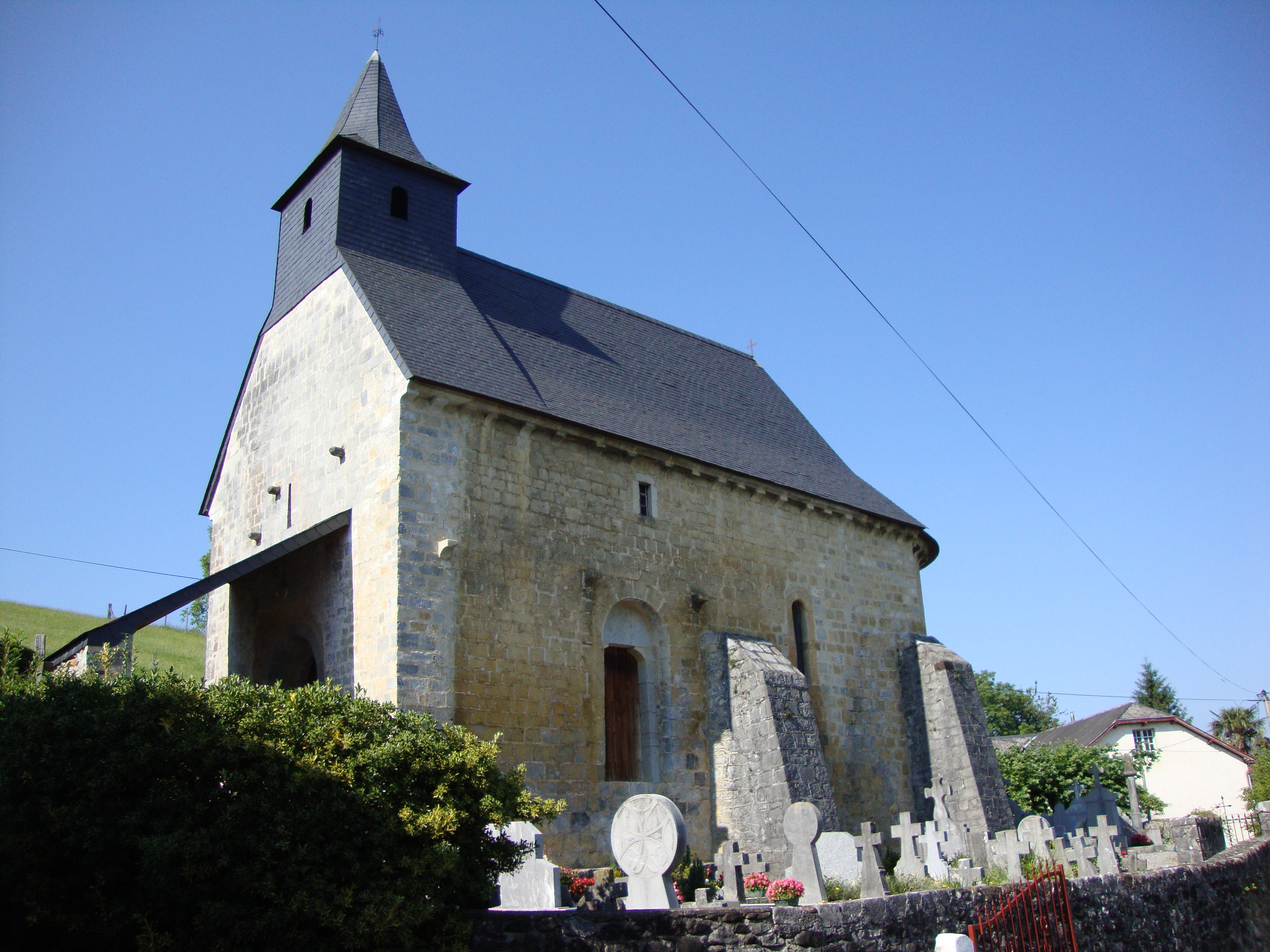
Kirche und Friedhof mit baskischen Grabstelen

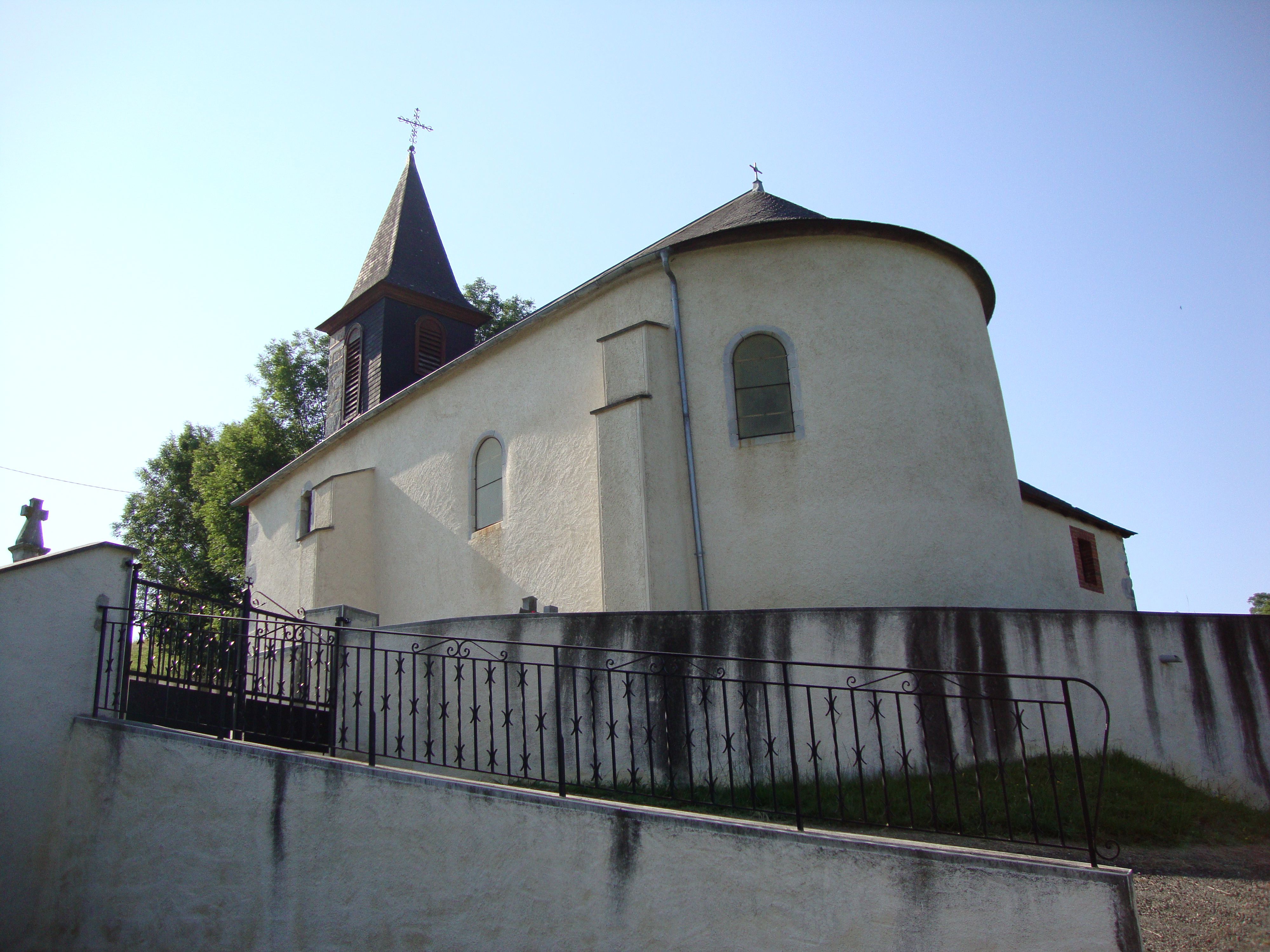
Kapelle von Sunharette

- Die Kirche Saint-Pierre in Alçay ist dem Apostel Simon Petrus gewidmet. Sie wurde ursprünglich im romanischen Stil im 11. oder 12. Jahrhundert erbaut. Nach Umbauten enthalten nur das Kirchenschiff, die Apsis und der Chor noch Elemente der ursprünglichen Grundmauern. Umfangreiche Restaurierungen wurden im 19. Jahrhundert durchgeführt. Dennoch sind an der Apsis viele Risse zu sehen, die vermutlich von seismischen Aktivitäten in der Region zurückzuführen sind. Der Kirchturm ist wahrscheinlich aus dem 17. Jahrhundert. Auf der Südseite befindet sich seitlich eine Kapelle. Auf dem der Gemeinde zugewandten Seite des Altars im Innern der Kirche ist ein Christusmonogramm zu erkennen. Wie bei allen baskischen Kirchen so ist auch hier eine Empore für die während einer Messe traditionell den männlichen Besuchern vorbehaltenen Plätze, an dieser Stelle komplett in Holz, erbaut. In der Nähe der Kirche ist ein scheibenförmiges Grabkreuz aus dem 17. Jahrhundert als Stele aufgestellt. Diese traditionellen Stelen wurden am Kopf des Toten gegen die aufgehende Sonne aufgestellt, aber nie mit dem Namen des Verstorbenen und selten mit dem Sterbedatum versehen. Die Stelen wurden in dieser Form zwischen dem 16. und 17. Jahrhundert anstelle von Grabplatten entwickelt und erst im 18. Jahrhundert durch christliche Grabkreuze ersetzt.[7][8][9]

- Kirche Sainte-Agnès in Alçabéhéty. Gewidmet Agnes von Rom, ist sie ebenfalls im romanischen Stil im 11. oder 12. Jahrhundert erbaut. Im romanischen Tympanon im heute geschlossenen Südportal ist ein Christusmonogramm zu erkennen. Im Innern erzählt ein Gemälde das Martyrium von Agnes von Rom, wie an ihren Attributen zu erkennen ist: weißes Lamm, Märtyrerpalme und Schwert. Auf dem der Gemeinde zugewandten Seite ist der Altar in dieser Kirche mit einem laubtragenden Kreuz verziert, dessen Enden die Form von Lilien ausweisen, Symbole der Reinheit in der christlichen Formensprache.[10]

- Kapelle von Sunharette, gewidmet dem Apostel Andreas. Als um 1790 der Ortsteil Sunharette zum Hauptort eines Kantons erhoben wurde, ist die frühere mittelalterliche Kapelle durch das heutige Gebäude ersetzt worden.[11]

- Hügelgräber. Im Ortsteil Esquirassy befinden zwei Gruppen von Grabhügeln.[12][13]

- Bauernhöfe. Die traditionelle Bauweise von Bauernhäuser unterscheidet sich je nach Region. Da Alçabéhéty in der Region Soule liegt, orientieren sich mehrere Bauernhöfe an der Architektur dieser Provinz. Die Dächer sind typischerweise mit Schiefer gedeckte Walmdächer mit größerer Dachneigung, um gegen den Schnee gewappnet zu sein. Aus diesem Grund gibt es keinen Balkon oder Fachwerk. Die Gebäudeform der Bauernhäuser in Alçabéhéty sind rechteckig, in Soule können sie jedoch auch L- oder U-förmig sein. Eine Gemeinsamkeit ist allerdings eine zentrale Eingangshalle, zentraler eskaratz genannt, von der alle anderen Wohn- und Arbeitsräume erreichbar sind.[14]

## Wirtschaft und Infrastruktur
Die Wirtschaft wird hauptsächlich von der Landwirtschaft (Weidewirtschaft und Viehzucht) bestimmt.
Alçay-Alçabéhéty-Sunharette liegt in den Zonen AOC des Ossau-Iraty, ein traditionell hergestellter Schnittkäse aus Schafmilch und des Schinkens „Kintoa“.

### Verkehr
Alçay-Alçabéhéty-Sunharette ist angeschlossen an die Routes départementales 117, 147, 149 und 247.